# Robert Egon Hein
Robert Egon svobodný pán (Freiherr) von Hein (8. srpna 1881, Jihlava – 23. ledna 1945, Vídeň) byl rakouský diplomat. Působil v diplomatických službách Rakousko-Uherského císařství a poté Rakouské republiky, byl vyslancem v Sovětském svazu (1927–1930) a v Polsku (1930–1932).

## Životopis
Byl jediným synem korutanského zemského prezidenta Roberta Heina (1849–1918). Narodil se v Jihlavě, kde otec v té době působil jako okresní hejtman. Původně sloužil v c.k. armádě a dosáhl hodnosti poručíka, v roce 1906 vstoupil do diplomatických služeb. Působil na nižších postech v Káhiře, Varšavě a Petrohradu, před vypuknutím první světové války a přerušení diplomatických styků s Ruskem byl krátce konzulem v Kyjevě (1914). Po rozpadu Rakouska-Uherska přešel do diplomatických služeb Rakouské republiky (1918), v letech 1922–1927 byl vedoucím prvního oddělení na ministerstvu zahraničí. V letech 1927–1930 byl rakouským vyslancem v Sovětském svazu a v letech 1930–1932 v Polsku, poté odešel do výslužby.